# 同慶寺 (宇都宮市)
同慶寺（どうけいじ）は、栃木県宇都宮市にある臨済宗妙心寺派の寺院。

## 歴史
鎌倉時代末期の永仁年間（1293年 - 1299年）に、芳賀高俊の開基により建立された。高峰顕日（仏国禅師）の第三法嗣である妙哲禅師が当寺を開山したのに合わせて、高俊は建物などを寄進した。七堂伽藍を備え、広大な寺領を持つ、大寺院であった。
高俊は近くの飛山城を築城しており、当寺も支城としての機能を持たせるために、空堀や土塁を築いた。現在もその一部が遺構として残る。永禄年間（1558年 - 1570年）に堂宇が炎上し、芳賀高武が再建するも、宇都宮氏の改易により庇護を失い、衰微した。江戸時代には興禅寺の兼帯となった。1879年（明治12年）に再び火災に遭った後、再建された。
墓地には、芳賀氏一族の墓がある。その付近に、妙哲の墓と伝えられる供養塔がある。

## 文化財
- 銅鐘（宇都宮市指定有形文化財 1958年〔昭和33年〕7月21日指定）[6]：戸室定国の鋳造で、享保元年（1716年）の銘がある[2]。
- 芳賀（清原）氏累代の墓碑（宇都宮市指定史跡 1958年〔昭和33年〕7月21日指定）[7]
- 木造訶利帝母坐像（宇都宮市指定有形文化財 1975年〔昭和50年〕3月25日指定）[8]

## 交通アクセス
- 東北自動車道宇都宮ICより車30分。国道408号をJAうつのみや清原支所前で東に折れ、坂道を100メートルほど上ると、北側にある[1]。